# Grabenhorn
Das Grabenhorn (norwegisch Søkkhornet) ist ein 2815 m hoher Berg mit horn- bzw. kegelförmigem Gipfel im ostantarktischen Königin-Maud-Land. Er ragt südlich des Zwieselbergs im zentralen Teil des Pieckrückens an der Ostflanke des Humboldtgrabens in den Petermannketten des Wohlthatmassivs auf.
Entdeckt und in Anlehnung an die Benennung des Humboldtgraben deskriptiv benannt wurde der Berg bei der Deutschen Antarktischen Expedition 1938/39 unter der Leitung des Polarforschers Alfred Ritscher.